# Силва Рамос, Флавио да
Фла́вио да Силва Рамос (порт.-браз. Flávio da Silva Ramos; 14 апреля, 1889, Рио-де-Жанейро — 14 сентября 1967, Рио-де-Жанейро) — бразильский футболист, нападающий. Один из основателей и первый президент футбольного клуба «Ботафого». Автор первого гола в истории команды.

## Карьера
Флавио Рамос родился в семье Жозе Жулио да Силва Рамоса, профессора, известного филолога, поэта и одного из основателей Бразильской академии литературы. Он учился в Колледже Алфреду Гомиса, и в этот же период вместе с друзьями основал футбольный клуб «Ботафого». Идея создать команду появилась во время урока по алгебре у Рамоса и Эммануэлем Содре. Флавио передал записку Содре с текстом: «У Итамара есть футбольный клуб на улице Руа Мартинса Феррейры. Давай создадим ещё один на Ларго-дус-Леойнс? Мы можем поговорить с Вернеком, Артуром Сезаром, Висенте и Жакесом». Ночью Рамос переговорил с Октавио Вернеком, уговорив его создать новый клуб, и 12 августа 1904 года клуб был основан в доме на углу улиц Руа Консельейру Гонсази, Руа Умайта и Ларго-дус-Леойнс, который подарила клубу бабушка Флавио, Шикитота. Команду назвали «Электроклуб», через месяц поменяв название на «Ботафого» по просьбе той же бабушки. Флавио получил билет №1 партнёра-основателя, а также стал первым президентом команды. Он же участвовал в первом матче команды 2 октября 1904 года против Футбольного и спортивного клуба в Тижуке (0:3), при этом в этой игре он выступал в роли вратаря, но дальнейшую карьеру уже продолжил в нападении. 21 мая 1905 года, во второй игре «Ботафого» с «Петрополитано», Рамос забил единственный гол в матче. 
Клуб участвовал в первом чемпионате штата Рио-де-Жанейро в 1906 году, а через год выиграл этот турнир. А сам Флавио Рамос стал лучшим бомбардиром турнира с 6 голами. В 1909 году он вновь стал лучшим бомбардиром турнира, забив 18 голов, из них семь из них форвард забил в матче с «Мангейрой» (24:0) и 6 во встрече с «Аддок-Лобу». Флавио выиграл ещё два чемпионата, 1910 и 1912 годов. После этого он завершил игровую карьеру, проведя за команду 60 матчей в которых забил 53 мяча. Во время этого, в 1911 году, Флавио получил степень в области права. В том же году Флавио и Абелардо в матче с «Америкой» устроили драку с игроком соперника Габриэлем Карвальо, за что второй получил год дисквалификации, а клуб, в знак солидарности, также на год отказался от соревнований. В 1928 году Рамос тренировал «Ботафого». В середине 1930-х Флавио стал участником необычного эпизода: во встрече «Ботафого» и «Америки», нападающий Алваро сфолил против игрока «Америки». Флавио стал кричать судье, чтобы он его удалил. Алваро в ответ на это повернулся в сторону трибун и спустил шорты. Рамос тогда вышел на поле и дал футболисту пощёчину.

## Достижения

### Командные
- Чемпион штата Рио-де-Жанейро: 1907, 1910, 1912 (АФРЖ)

### Личные
- Лучший бомбардир чемпионата штата Рио-де-Жанейро: 1907 (6 голов), 1909 (18 голов)